# Kertomichthys blastorhinos
Kertomichthys blastorhinos – słabo poznany gatunek morskiej ryby węgorzokształtnej z rodziny żmijakowatych (Ophichthidae). Reprezentuje monotypowy rodzaj Kertomichthys. Został opisany naukowo z Gujany Francuskiej przez Roberta H. Kanazawę w 1963, przeniesiony do rodzaju Kertomichthys przez Johna McCoskera i Jamesa Böhlke w 1982. 